# Phacellodomus erythrophthalmus
Phacellodomus erythrophthalmus là một loài chim trong họ Furnariidae.